# Heptonema latum
Heptonema latum är en kräftdjursart som beskrevs av Louis S. Kornicker 1986. Heptonema latum ingår i släktet Heptonema och familjen Cylindroleberididae. Inga underarter finns listade i Catalogue of Life.